# Paral·lel 81° nord
El paral·lel 81° nord és una línia de latitud que es troba a 81 graus nord de la línia equatorial terrestre. Travessa Europa, Àsia, l'Oceà Pacífic, Amèrica del Nord l'oceà Atlàntic.

## Geografia
En el sistema geodèsic WGS84, al nivell de 81° de latitud nord, un grau de longitud equival a 17,471 km; la longitud total del paral·lel és de 6.290 km, que és aproximadament 15,7% de la de l'equador, del que es troba a 8.997 km i a 1.005 km del pol Nord
Com tots els altres paral·lels a part de l'equador, el paral·lel 81° nord no és un cercle màxim i no és la distància més curta entre dos punts, fins i tot si es troben al mateix latitud. Per exemple, seguint el paral·lel, la distància recorreguda entre dos punts de longitud oposada és 3.145 km; després d'un cercle màxim (que passa pel Pol Nord), només és 2.010 km.

## Durada del dia
En aquesta latitud, el sol és visible durant 24 hores i 0 minuts a l'estiu, i resta sota l'horitzó tot el dia en solstici d'hivern.

## Arreu del món
Començant al meridià de Greenwich i dirigint-se cap a l'est, el paral·lel 81º passa per:
| Coordenades                             | País, territori o mar | Notes                                                                                            |
| --------------------------------------- | --------------------- | ------------------------------------------------------------------------------------------------ |
| 81° 0′ N, 0° 0′ E / 81.000°N,0.000°E    | Oceà Atlàntic         | Mar de Groenlàndia                                                                               |
| 81° 0′ N, 38° 0′ E / 81.000°N,38.000°E  | Oceà Àrtic            | Mar de la Reina Victòria                                                                         |
| 81° 0′ N, 54° 27′ E / 81.000°N,54.450°E | Rússia                | Terra de Francesc Josep – Terra de Zichi                                                         |
| 81° 0′ N, 58° 45′ E / 81.000°N,58.750°E | Oceà Àrtic            |                                                                                                  |
| 81° 0′ N, 60° 13′ E / 81.000°N,60.217°E | Rússia                | Terra de Francesc Josep – Illa La Ronciere                                                       |
| 81° 0′ N, 61° 31′ E / 81.000°N,61.517°E | Oceà Àrtic            |                                                                                                  |
| 81° 0′ N, 64° 10′ E / 81.000°N,64.167°E | Rússia                | Terra de Francesc Josep – Illa de Graham Bell                                                    |
| 81° 0′ N, 65° 20′ E / 81.000°N,65.333°E | Mar de Kara           | Passa al nord de l'Illa Uixakov, Rússia · passa al sud de l'illa Schmidt, Terra del Nord, Rússia |
| 81° 0′ N, 93° 45′ E / 81.000°N,93.750°E | Rússia                | Terra del Nord – Illa Komsomólets                                                                |
| 81° 0′ N, 96° 36′ E / 81.000°N,96.600°E | Oceà Àrtic            |                                                                                                  |
| 81° 0′ N, 95° 16′ O / 81.000°N,95.267°O | Canadà                | Nunavut – Illa d'Axel Heiberg                                                                    |
| 81° 0′ N, 91° 38′ O / 81.000°N,91.633°O | Estret de Nansen      |                                                                                                  |
| 81° 0′ N, 88° 14′ O / 81.000°N,88.233°O | Canadà                | Nunavut - Ellesmere                                                                              |
| 81° 0′ N, 66° 52′ O / 81.000°N,66.867°O | Estret de Nares       |                                                                                                  |
| 81° 0′ N, 61° 25′ O / 81.000°N,61.417°O | Groenlàndia           | Glacera de Petermann                                                                             |
| 81° 0′ N, 19° 5′ O / 81.000°N,19.083°O  | Groenlàndia           | Llac Romer                                                                                       |
| 81° 0′ N, 14° 18′ O / 81.000°N,14.300°O | Oceà Atlàntic         | Mar de Groenlàndia                                                                               |